# ريان آدامز (لاعب كرة قاعدة)
ريان آدامز (بالإنجليزية: Ryan Adams)‏ هو لاعب كرة قاعدة أمريكي، ولد في 21 أبريل 1987 في نيو أورلينز في الولايات المتحدة.

## وصلات خارجية
- ريان آدامز على موقع دوري كرة القاعدة الرئيسي (الإنجليزية)
- ريان آدامز على موقعبيزبول رفرنس.كوم (الدوري الرئيسي) (الإنجليزية)
- ريان آدامز على موقعبيزبول رفرنس.كوم (الدوري الثانوي) (الإنجليزية)
- ريان آدامز على موقع إي إس بي إن.كوم (أم.أل.بي) (الإنجليزية)
- ريان آدامز على موقع مشجعي الرسوم البيانية (الإنجليزية)